# 達頭可汗
達頭可汗（Tarduš qaγan、漢音：たつとうかがん、拼音：Dátóu kĕhàn、生没年不詳）は、突厥の西面可汗。室點蜜（イステミ）の子。達頭可汗というのは封号で、姓は阿史那氏、名は玷厥（てんけつ）という。

## 生涯
576年頃、父の室點蜜（イステミ）が亡くなると、突厥の西面可汗に任ぜられる。この頃、東ローマ帝国からウァレンティノスの使節団が西面突厥にやってきて、室點蜜可汗との同盟を更新し、サーサーン朝を挟撃することを提案してきた。
北周の宣政元年（578年）4月、大可汗の他鉢可汗（タトパル・カガン）は幽州に入寇し、住民を殺略した。柱国の劉雄は兵を率いて防戦したが敗北して戦死。武帝の親総六軍は北伐をしようとするが、武帝の崩御に遭い断念した。この冬、それに乗じた他鉢可汗はふたたび辺境を寇略し、達頭可汗（タルドゥシュ・カガン）に酒泉を包囲させた。
582年、阿波可汗（アパ・カガン）の部落が沙鉢略可汗（イシュバル・カガン）に襲撃されたので、阿波可汗は達頭可汗のもとへ逃れてきた。事情を聞いた達頭可汗は怒り、阿波可汗に兵十万を授けて復讐させた。これにより阿波可汗に貪汗可汗や、沙鉢略可汗の従弟の地勤察などが附いて大きな勢力となった（これがのちの西突厥となる）。
達頭可汗は都藍可汗と敵対して、何度も交戦していたが、隋の文帝により両者は和解させられた。
598年、達頭可汗はエフタルを征服し、都藍可汗と同盟しアヴァールを討ったことを、東ローマ皇帝のマウリキウスに報告した。
599年、東突厥で都藍可汗と突利可汗が敵対関係になったので、達頭可汗は都藍可汗と手を組んで突利可汗（テリス・カガン）を攻撃し、その兄弟子姪を殺した。都藍可汗が自らの麾下に殺されると、達頭可汗は歩迦可汗と号して、啓民可汗となった突利可汗と対立した。啓民可汗と組んでいた隋は、太平公史万歳や晋王楊広を派遣してこれを撃たせ、歩迦可汗を敗走させた。歩迦可汗は弟の子の俟利発を遣わして、磧地に沿って侵攻させ、啓民可汗を攻撃したが、隋軍によって敗退した。
601年、歩迦可汗はふたたび大挙するが、隋軍により敗退し、吐谷渾に奔走した。

## 子
- 莫賀咄侯屈利俟毗可汗

## 参考資料
- 『周書』（列伝第四十二 異域伝下）
- 『隋書』（列伝第四十九 北狄）
- 『新唐書』（列伝百四十上 西突厥）
- 護雅夫『古代トルコ民族史研究Ⅰ』（山川出版社、1967年）
- 内田吟風『北アジア史研究』（同朋舎出版、1975年）